# Municipalità locale di Makana
Makana è una municipalità locale (in inglese Makana Local Municipality) appartenente alla municipalità distrettuale di Sarah Baartman della  Provincia del Capo Orientale in Sudafrica. 
In base al censimento del 2001 la sua popolazione è di 75.303 abitanti.
La sede amministrativa e legislativa è la città di Makhanda e il suo territorio si estende su una superficie di 4.375 km² ed è suddiviso in 12 circoscrizioni elettorali (wards). Il suo codice di distretto è EC104.

## Geografia fisica

### Confini
La municipalità locale di Makana confina a nord e a ovest con quella di Blue Crane Route, a nord con quelle di Nxuba e Nkonkobe (Amatole), a est con quella di Ngqushwa (Amatole), a sud con quella di Ndlambe e a sud e a ovest con quella di River Valley.

### Città e comuni
- Albany
- Alicedale
- Carlisle Bridge
- Fingo Village
- Fort Brown
- Makhanda
- Rhini
- Riebeek East
- Salem

### Fiumi
- Boesmans
- Bothas
- Groot – Vis
- Kap
- Kariega
- Klein - Vis
- Koonap
- Kowie
- New Years
- Soso
- Tyara

### Dighe
- Glen Melville Dam
- Jameson Dam
- Milner Dam
- New Year’s Dam
- Settlers Dam